# عبد المنعم سعد
عبد المنعم سعد (- 25 أكتوبر 2012) ، ممثل مصري .

## عن حياته
شارك في العديد من الأعمال التلفزيونية والسينمائية والإذاعية.

## من أعماله

### المسلسلات
- الإمام الشافعى
- ايات و حكايات
- الإمام المراغي

### السينما
- البيات الشتوي

### الإذاعة
- الخطة رقم 13

## روابط خارجية
- عبد المنعم سعد على موقع الدهليز
- عبد المنعم سعد على موقع قاعدة بيانات الأفلام العربية